# 네그루강 (아마존)

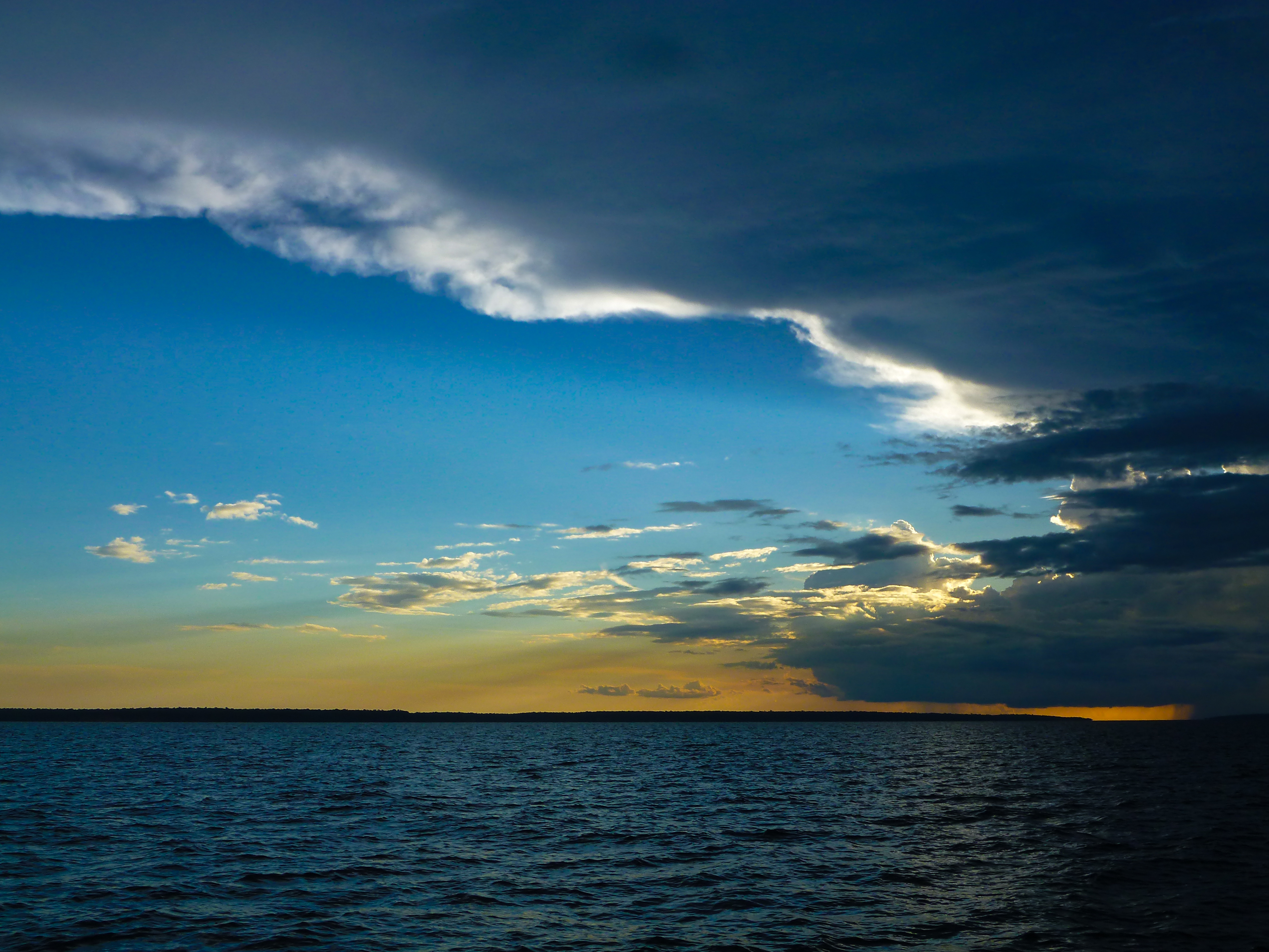
네그루강

네그루강(스페인어: Río Negro, 브라질 포르투갈어: Rio Negro)은 콜롬비아, 베네수엘라, 브라질을 흐르는 아마존강 지류의 하천이다. 세계 최대의 흑수하천이며, 아마존강의 지류 중 가장 크다.